# König-Friedrich-I.-Denkmal (Königsberg)
Das König-Friedrich-I.-Denkmal in Königsberg stand auf dem Schlossplatz an der südwestlichen Ecke des Schlosses. Heute steht ein Nachguss vor dem Knobelsdorff-Flügel des Schlosses Charlottenburg in Berlin.

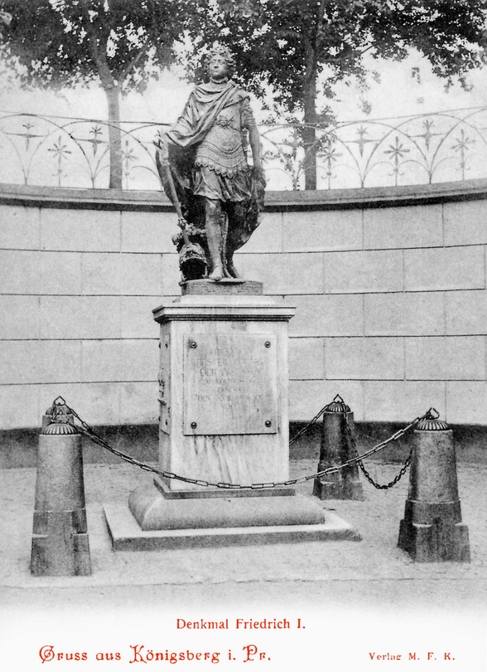
König-Friedrich-I.-Denkmal in der Flüsternische

## Geschichte
Das Standbild wurde von Andreas Schlüter 1697 erstellt. Es zeigt den Kurfürsten Friedrich III. im römischen Gewand und wurde ursprünglich für den Hof des Zeughauses in Berlin geschaffen. Auf Betreiben von Friedrich Leopold von Schrötter schenkte 1801 König Friedrich Wilhelm III. es der Stadt Königsberg anlässlich des hundertjährigen Jubiläums der Königskrönung Friedrichs I. 1802 kam das Denkmal nach Königsberg und wurde im Halbrund, der Flüsternische, einer Mauer vor dem ehemaligen Marstall gegenüber der Schlosswache aufgestellt; den Sockel schuf Gottfried Schadow. Als 1928 die Reichsbank den Marstall bezog, verblieb es nach langem Hin und Her auf seinem Platz in der Nische. Nach dem britischen Luftangriff auf Königsberg am 30. August 1944 nahm Marion Gräfin Dönhoff es, wie auch das Kant-Denkmal, im Park von Schloss Friedrichstein in ihre Obhut. Auf Anordnung des ostpreußischen Gauleiters Erich Koch kam es später zusammen mit der Prussia-Sammlung in das Fort Quednau bei Königsberg. Dort fand es nach der Eroberung des Forts im April 1945 die Rote Armee. Nach einem 1968 veröffentlichten Erinnerungsbericht eines ihrer Soldaten war es wahrscheinlich eines der Denkmäler, „die uns nicht gefielen.“ Damit endet die Spur des Denkmals.

## Beschreibung des Denkmals
Das Denkmal bestand aus einem Sockel und dem darauf befindlichen Standbild Friedrichs.

### Sockel
Der 4-seitige Sockel war schlicht gehalten und führte keine beigestellten Skulpturen o. ä., sondern zeigte auf jeder Seite entweder eine Inschriften-Tafel oder ein einfaches Relief.
An der Frontseite befand sich eine Tafel mit folgender Inschrift:

„FRIEDRICH
ERSTER KOENIG
DER PREUSSEN
ZU KOENIGSBERG
GEKROENT
DEN XVIII JAENNER
MDCCI“

Das Relief an der Ostseite zeigte einen gekrönten preußischer Adler mit der Unterschrift „SUUM CUIQUE“ (Jedem das Seine). In seinen Krallen hielt er das Zepter sowie den Reichsapfel, die Westseite die preußische Königskrone sowie das königlich-preußische Zepter.

### Standbild
Die nur wenig überlebensgroße Skulptur zeigt den nach vorn schreitenden barhäuptigen Friedrich im Gewand eines römischen Feldherrn mit dem königlich-preußischen Zepter in der rechten Hand.

## Das heutige Denkmal Friedrichs I. in Berlin

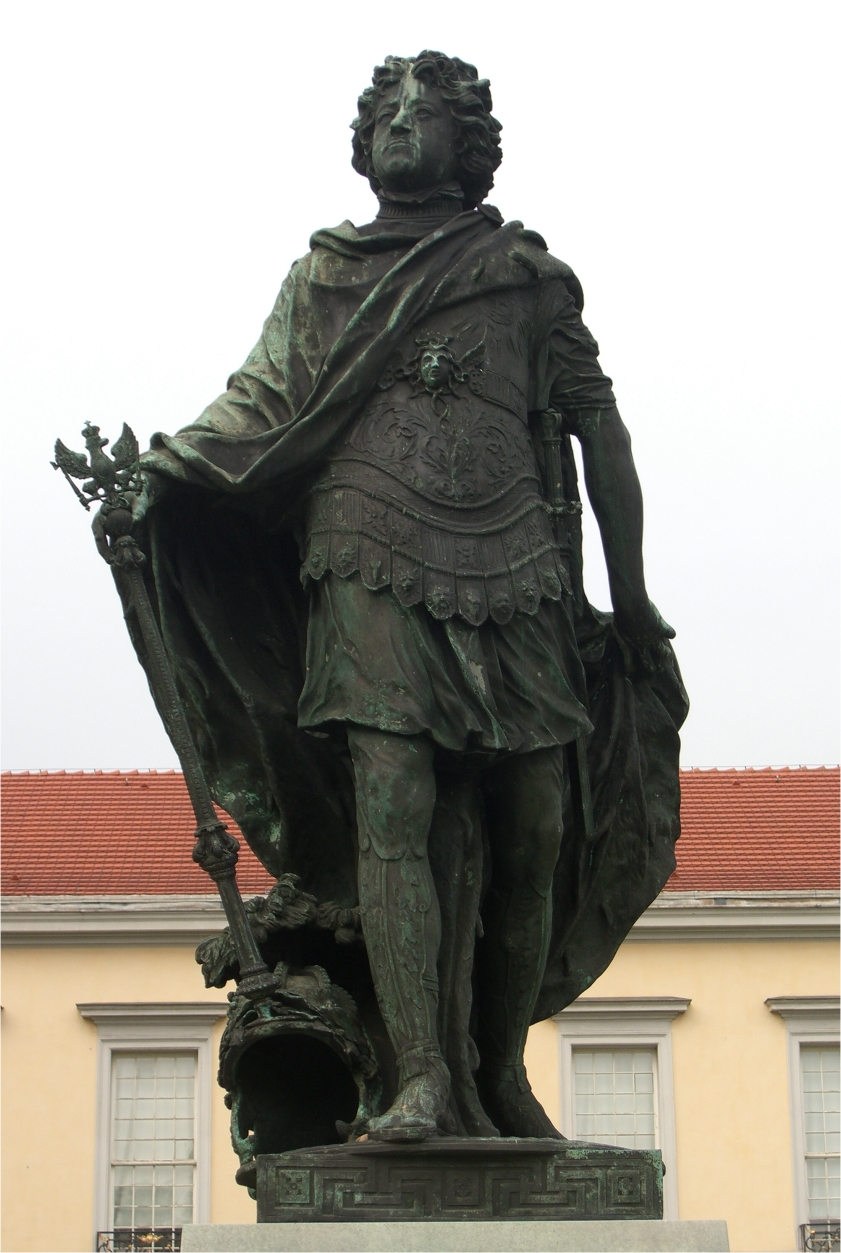
Nachguss vor dem Schloss Charlottenburg

Als 1972 in einer Ost-Berliner Gipsformerei eine vollständige Gipskopie aus dem 19. Jahrhundert aufgefunden worden war, konnten Gerhard Marcks und Waldemar Grzimek 1972 zwei Nachgüsse anfertigten. Einer steht heute als Denkmal König Friedrich I. vor dem Schloss Charlottenburg in Berlin auf einer Rekonstruktion des Originalsockels. Ein weiterer Nachguss ist im Besitz der Staatlichen Museen zu Berlin.

## Einzelnachweis
1. ↑  Zitat bei Thomas Fischbacher: Friedrich zu Fuß. Biografie einer Bronzestatue des brandenburgischen Kurfürsten und preußischen Königs Friedrich III./I. von Andreas Schlüter und Johann Jacobi. VDG, Weimar 2014, ISBN 978-3-89739-813-9, S. 247 mit dem Hinweis auf die Quelle bei Heinrich Lange: Entwurzelte Statuen: Die Königsberger Standbilder Immanuel Kants und Friedrich I. haben eine dunkle Zeitgeschichte, die im noch Dunkleren endet. In: Kulturpolitische Korrespondenz 1280 (2009), S. 5–7.